# Tellariti
I Tellariti sono una specie aliena umanoide immaginaria dell'universo fantascientifico di Star Trek, originari del pianeta Tellar Prime (Miracht nella lingua originale) poco distante dal Sistema solare, apparsi per la prima volta nell'episodio Viaggio a Babel della serie classica.
Secondo la cronologia di Star Trek, nel 2161 i Tellariti sono tra i fondatori della Federazione Unita dei Pianeti, insieme a Vulcaniani, Umani e Andoriani.

## Storia dei Tellariti

### Prima della Federazione
All'epoca della prima guerra mondiale terrestre, anche i Tellariti affrontarono una guerra globale. Non sono note le ragioni di tali avvenimenti, tuttavia si sa che Cherok, capo del partito Ukora, riuscì con la sua dialettica a mettere fine al conflitto, portando finalmente la pace e l'unità sul pianeta. I Tellariti ricordano bene questi avvenimenti e, da allora, sono diventati più accorti nell'evitare che la loro natura litigiosa provochi conflitti.
I Tellariti svilupparono la tecnologia di curvatura già nel XX secolo e nel 1957 vi fu il primo contatto indiretto con la Terra, quando una nave cargo tellarita ricevette una richiesta di soccorso da parte di un'astronave vulcaniana schiantatasi sul pianeta, passando poi l'informazione all'Alto Comando Vulcaniano (ENT: Carbon Creek).
Dalle parole dell'ambasciatore Gral, in un periodo imprecisato prima del 2154, i Tellariti sono stati in guerra con gli Andoriani (ENT: Babel), mentre il primo contatto con gli umani si verificò nell'aprile del 2152, quando un vascello tellarita di passaggio indirizzò l'Enterprise, danneggiata in un campo minato romulano, ad una stazione di riparazione automatizzata. In quell'occasione il subcomandante T'Pol definì i Tellariti come un popolo di cui ci si poteva fidare (ENT: Sosta forzata).
Tuttavia, negli anni '50 del XXII secolo, l'equipaggio della Enterprise ebbe modo di vedere alcuni Tellariti prendere parte ad azioni di dubbia moralità. Nel 2151, un mercante operativo nell'area degli Akaaliani entrò in competizione con Garos, uno sfruttatore minerario privo di scrupoli (ENT: Una questione di civiltà). Nel 2153, il cacciatore di taglie Skalaar, lavorando per i Klingon, catturò Jonathan Archer, capitano dell'Enterprise (ENT: La taglia). Nel maggio dell'anno successivo, un Tellarita fu visto fare un'offerta ad un mercato di schiavi del Sindacato di Orione (ENT: Terra di confine).
Nel novembre 2154, la delegazione tellarita dell'ambasciatore Gral giunse a bordo dell'Enterprise sul pianeta Babel, per risolvere una disputa commerciale di lungo tempo con gli Andoriani. Attorno agli eventi su Babel, ruotava però il piano dei Romulani per destabilizzare la regione. Sfruttando i loro droni in grado di assumere le sembianze di astronavi tellariti distrussero una nave andoriana, causando la Crisi di Babel. Ad impedire l'imminente conflitto tra i due popoli fu l'intervento del capitano Archer che riesce a riunire l'Enterprise con le navi vulcaniane, tellariti e andoriane, nell'intento di scovare e distruggere i droni romulani (ENT: Babel, Fragile alleanza, Gli Aenar).

### Nella Federazione
Nel 2161, i Tellariti assieme a Umani, Vulcaniani e Andoriani fondarono la Federazione dei pianeti uniti e, con essa, nacque anche la Flotta Stellare (ENT: Ora zero; TNG: Il diritto di essere, Il primo dovere; DS9: Inquisizione). Di conseguenza, i Tellariti ottennero un seggio nel Consiglio della Federazione e poterono servire nella Flotta, come ad esempio a bordo della USS Discovery (DIS: L'Angelo Rosso, Attraverso la valle delle tenebre), e come alti ufficiali, come l'ammiraglio Gorch nel 2257 (DIS: Mi prenderai per mano?; Rotta verso la Terra; DS9: Inizia l'apocalisse).
Alcuni Tellariti, tuttavia preferirono seguire carriere più avventurose, come Tevrin Krit, un cacciatore di taglie che negli anni '50 del XXIII secolo tentò di ottenere la taglia messa dalla Federazione su Harry Mudd (Short Treks: L'artista della fuga). I Tellariti ebbero un ruolo importante anche sul piano politico: nel 2268, il pianeta Coridan chiese di essere ammesso alla Federazione. A causa della presenza di miniere illegali di dilitio sul pianeta, si accese un dibattito sull'ammissione tra Tellariti e Vulcaniani. Per risolvere la controversia, fu convocata la Conferenza di Babel, durante la quale però un infiltrato orioniano assassinò l'ambasciatore tellarita Gav a bordo della Enterprise per tentare così di fermare l'operato dell'ambasciatore vulcaniano Sarek, che però alla fine ottenne l'ammissione dei Coridani nella Federazione (TOS: Viaggio a Babel; TNG: Sarek).
L'anno seguente, un Tellarita fu visto tra i seguaci di Garth di Izar nel suo tentativo di fuggire dal manicomio di Elba II (TOS: Il sogno di un folle). Un altro Tellarita invece era membro del consiglio di governo della dimensione Elysia verso la fine del XXIII secolo (TAS: La trappola del tempo). Nel 2286, almeno un Tellarita è membro invece del Consiglio della Federazione (Rotta verso la Terra) e, nel 2293, almeno altri due sono presenti alla Conferenza di Khitomer (Rotta verso l'ignoto).
Anche nel XXIV secolo i Tellariti sono membri attivi della Federazione, con dignitari presenti nel Consiglio e come membri della Flotta Stellare. A prova di ciò, nel 2373, un Klingon ubriaco durante le celebrazioni dell'Ordine di Bat'leth si vantò di aver ucciso il timoniere Tellarita della nave della Federazione comandata dal capitano Laporin (TNG: Cospirazione; DS9: Inizia l'apocalisse; VOY: Non sequitur).
Negli anni '70 del XXIV secolo, navi cargo tellarite commerciavano saltuariamente con la stazione spaziale Deep Space Nine (DS9: La valle delle illusioni). Nello stesso periodo, con la caduta di Betazed nel 2373, durante la guerra del Dominio, molti nella Flotta Stellare credettero che Tellar Prime sarebbe potuto essere il successivo obiettivo del Dominio (DS9: La coscienza di un ufficiale).

### Nell'universo dello specchio
Nell'universo dello specchio, i Tellariti sono stati conquistati dall'Impero Terrestre in un momento imprecisato prima del 2155. Alcuni di essi però si sono uniti ad un movimento di ribelli, i quali usano vascelli non terrestri, come un incrociatore tellarita, per combattere l'Impero. Gli Umani, in quell'epoca, inventarono la cabina dell'agonia, un sistema di tortura che il maggiore Malcolm Reed e il dottor Phlox presentarono al capitano Maxwell Forrest e al comandante Jonathan Archer, torturando un tellarita chiamato Terev. Secondo il Reed dello specchio, i Tellariti sono "tutti colpevoli di qualcosa" (ENT: In uno specchio oscuro (prima parte)). È noto che alcuni Tellariti, come Gorch, sono ancora parte della ribellione contro l'Impero Terrestre nel XXIII secolo, al fianco anche di Andoriani e Klingon (DIS: Il lupo dentro).

## Fisiologia dei Tellariti
I Tellariti sono una specie umanoide le cui fattezze richiamano da vicino quelle dei suini. Si crede infatti che la linea evolutiva dei Tellariti derivi da una specie suina, di cui ha mantenuto alcune caratteristiche morfologiche, analogamente a come gli umani discendono dai primati.
I Tellariti sono piuttosto bassi e tarchiati, dalla pelle color rosa scuro, molto pelosi e i loro tratti facciali presentano occhi piccoli e neri, con un volto molto simile a quello dei maiali. La mascella inferiore presenta delle piccole zanne, anche se alcuni di loro ne possiedono di più prominenti (ENT: La taglia; TOS: Viaggio a Babel; DIS: Il lupo dentro, La guerra fuori, la guerra dentro).
I capelli sono estremamente ricci, quasi cespugliosi ed il loro corpo è ricoperto di una folta pelliccia. Grazie alla loro riserva di grasso superfluo possono stare anche alcune settimane senza mangiare.
I tellariti preferiscono vivere ad una temperatura leggermente più alta rispetto a quella degli Umani e amano fare bagni nel fango (ENT: Babel).
Il sangue dei Tellariti al posto dell'emoglobina contiene una molecola chiamata emeritrina, analogamente ad alcuni invertebrati marini terrestri (DIS: Fratello).

## Società dei Tellariti
I Tellariti sono noti per la loro impazienza (ENT: Fragile alleanza). Sono inoltre famosi per essere "testardamente orgogliosi" (ENT: La fornace). I Tellariti discutono per il solo piacere di farlo, e sono capaci di argomentare a favore di qualcosa che si pone anche all'opposto delle loro credenze personali, solo per il piacere del dibattito. Sono propensi alle forti emozioni ma apprezzano le discussioni interessanti e considerano l'arte dialettica, e la capacità di argomentare, una sorta di passatempo o di sport nazionale (ENT: La taglia).
Spesso iniziano una discussione con chi hanno appena conosciuto tramite una serie di lamentele, infatti questo è il modo in cui essi entrano in relazione con gli sconosciuti. Se non hanno nulla di cui lamentarsi, semplicemente insultano l'altra persona. Grazie alla loro abilità oratoria, i Tellariti possono diventare eccellenti politici e ottimi diplomatici (ENT: Babel). Libertà di parola, dibattiti pubblici e libero scambio di informazioni sono quindi pietre miliari della società tellarita. La spiritualità non ha un grande peso nella cultura tellarita; essi sono più portati verso il lato pratico e la maggior parte di loro è agnostico o ateo.
Nonostante la cucina tellarita faccia molto uso di frutta e verdura, essi considerano i canidi una prelibatezza (ENT: Babel).

## Tecnologia
Già a partire dal 2153 i Tellariti hanno dimostrato di possedere astronavi tecnologicamente più avanzate di quelle terrestri; anche la loro astronave più piccola, infatti, riusciva già a raggiungere la velocità di curvatura 4.
I Tellariti hanno sviluppato nella loro cultura un notevole amore per la tecnologia in tutte le sue forme; sono ottimi ingegneri e tecnici molto rinomati in vari settori per la loro comprensione istintiva di come funzionano gli oggetti. Essi percepiscono la galassia come una grande macchina, o meglio come una specie di enorme orologio; cercano perciò di comprenderla come tale e di rendere sempre più efficienti tutti gli strumenti. Non sopportano l'idea che qualcosa rimanga senza spiegazione e per questo motivo cercano in qualunque modo di trovare una spiegazione ad ogni evento, anche a quelli che sfidano la plausibilità scientifica.
Molti Tellariti hanno come hobby la costruzione dei meccanismi di orologio. Dispositivi ad orologio di diversi stili adornano molti pareti e superfici del loro pianeta, alcuni allo scopo di erogare servizi di vario tipo, altri invece con funzione puramente decorativa.
Assieme a Umani, Vulcaniani e Andoriani, i Tellariti hanno partecipato alla costruzione di quasi tutte le astronavi della Flotta Stellare. Inoltre hanno dato inizio al processo di estrazione dei cristalli di dilitio sul pianeta Coridan, da cui hanno tratto enormi profitti. Sono infatti anche esperti mercanti, altrettanto dei Ferengi.
L'ascensore spaziale di Tellar, il più elevato della Federazione, è in grado di trasportare un'astronave fino al limite dell'atmosfera di Tellar e di viaggiare dalla superficie allo spazio oltre l'atmosfera senza utilizzare navicelle. Turisti provenienti da ogni angolo della galassia visitano ogni anno l'ascensore spaziale, che possiede a tutti piani diversi negozi e ristoranti. Il teletrasporto ha ovviamente reso obsoleto tale oggetto, che tuttavia costituisce un monumento importante per quanto riguarda la tecnologia tellarita.

## Tellariti celebri
- Gnarr.
Ingegnere.[Dove? In quale opera? Interpretato da chi?]
- Gov.
Ambasciatore.[Dove? In quale opera? Interpretato da chi?]
- Jankom Pog, interpretato da Jason Mantzoukas (Star Trek: Prodigy).
Un adolescente ingegnere con il braccio destro potenziato da un impianto cibernetico, a bordo della USS Protostar.
- Tarnoc.
Politico e primo Segretario del Commercio della Federazione.[In quale opera? Interpretato da chi?]
- Skalaar.
Un cacciatore di taglie.[Dove? In quale opera? Interpretato da chi?]